# Argiope (zoologia)
Argiope Audouin, 1826 è un genere di ragni appartenente alla famiglia Araneidae.

## Etimologia
Il nome deriva dal greco ἀργός, argòs, cioè di un bianco brillante, lucente, e da ὄψ, òps, cioè vista, aspetto, per la colorazione vivace con cui si presenta.

## Caratteristiche
I ragni appartenenti a questo genere sono ben riconoscibili anche senza un accurato esame: l'opistosoma con colore di fondo giallo o bianco segnato da bande trasversali nere, unito alle cospicue dimensioni delle femmine e ad una certa diffusione, rendono questo ragno facilmente individuabile.
Fra i due sessi vi è un marcato dimorfismo: i maschi hanno un bodylength (lunghezza del corpo eccetto le zampe) compreso fra i 4 e i 6 millimetri, mentre le femmine sono fra i 14 ed i 16 millimetri (alcuni esemplari raggiungono anche i 2 centimetri).

## Comportamento
La femmina costruisce una tela di ragguardevoli dimensioni fra steli d'erba o piante erbacee medio-alte, dove costruirà anche il sacco ovigero. Una caratteristica peculiare è la struttura a zig-zag, detta stabilimentum e posta al centro della ragnatela che funge da sostegno e rinforzo all'intera struttura.
L'accoppiamento avviene nei mesi estivi più caldi: il maschio si avvicina guardingo, fidando in un apparente atteggiamento passivo da parte della femmina che però, poco dopo l'inserimento dei bulbi palpali nell'epigino, di solito lo divora.

## Distribuzione
Le ottanta specie oggi note di questo genere sono state reperite in tutti i continenti ad eccezione dei poli: la specie dall'areale più vasto è la A. trifasciata che, per la diversità dei rinvenimenti, può ritenersi cosmopolita; seguita dalla A. bruennichi, reperita in molte località dell'intera regione paleartica.

## Tassonomia
La denominazione originaria Argyope Audouin, 1826, è stata dichiarata soppressa dalla circolare ICZN Opinion 1038.
Considerato sinonimo anteriore delle seguenti denominazioni:
- Austrargiope Kishida, 1936a, dopo gli studi sugli esemplari tipo di Argiope plana L. Koch, 1867, in seguito posti in sinonimia con Argiope trifasciata (Forsskål, 1775).
- Chaetargiope Kishida, 1936a, dopo gli studi sugli esemplari tipo di Argiope picta L. Koch, 1871.
- Coganargiope Kishida, 1936a, dopo gli studi sugli esemplari tipo di Argiope amoena L. Koch, 1878.
- Heterargiope Kishida, 1936a, dopo gli studi sugli esemplari tipo di Argiope maja Bösenberg & Strand, 1906 effettuati da Yaginuma (1959c).
- Brachygea Caporiacco, 1947a, dopo gli studi sugli esemplari tipo di Brachygea platycephala Caporiacco, 1947, effettuati da Levi nel 1983 ed in seguito posti in sinonimia con Argiope trifasciata (Forsskål, 1775).

Dal 2013 non sono stati esaminati esemplari di questo genere.
A marzo 2014, si compone di 80 specie e tre sottospecie:
1. Argiope aemula (Walckenaer, 1842) - dall'India alle Filippine, Celebes, Nuove Ebridi
2. Argiope aetherea (Walckenaer, 1842) - dalla Cina all'Australia
3. Argiope aetheroides Yin et al., 1989 - Cina, Giappone
4. Argiope ahngeri Spassky, 1932 - Asia centrale
5. Argiope amoena C. L. Koch, 1878 - Cina, Corea, Taiwan, Giappone
6. Argiope anasuja Thorell, 1887 - dalle isole Seychelles all'India, Pakistan, isole Maldive
7. Argiope anomalopalpis Bjørn, 1997 - Congo, Sudafrica
8. Argiope appensa (Walckenaer, 1842) - isole Hawaii, da Taiwan alla Nuova Guinea
9. Argiope argentata (Fabricius, 1775) - dagli USA al Cile
10. Argiope aurantia Lucas, 1833 - dal Canada alla Costa Rica
11. Argiope aurocincta Pocock, 1898 - Africa centrale, orientale e meridionale
12. Argiope australis (Walckenaer, 1805) - Africa centrale, orientale e meridionale, isole Capo Verde
13. Argiope bivittigera Strand, 1911 - Indonesia
14. Argiope blanda O. P.-Cambridge, 1898 - dagli USA alla Costa Rica
15. Argiope boesenbergi Levi, 1983 - Cina, Corea, Giappone
16. Argiope bougainvilla (Walckenaer, 1847) - dalla Nuova Guinea alle isole Salomone
17. Argiope bruennichi (Scopoli, 1772) - regione paleartica
18. Argiope brunnescentia Strand, 1911 - Nuova Guinea, arcipelago delle Bismarck
19. Argiope buehleri Schenkel, 1944 - isola di Timor
20. Argiope bullocki Rainbow, 1908 - Nuovo Galles del Sud
21. Argiope caesarea Thorell, 1897 - India, Birmania, Cina
22. Argiope caledonia Levi, 1983 - Nuova Caledonia, Nuove Ebridi
23. Argiope cameloides Zhu & Song, 1994 - Cina
24. Argiope catenulata (Doleschall, 1859) - dall'India alle Filippine, Nuova Guinea
25. Argiope chloreis Thorell, 1877 - Laos, da Sumatra alla Nuova Guinea
26. Argiope comorica Bjørn, 1997 - isole Comore
27. Argiope coquereli (Vinson, 1863) - Zanzibar, Madagascar
28. Argiope dang Jäger & Praxaysombath, 2009 - Thailandia, Laos
29. Argiope dietrichae Levi, 1983 - Australia occidentale e settentrionale
30. Argiope doboensis Strand, 1911 - Indonesia, Nuova Guinea
31. Argiope doleschalli Thorell, 1873 - Indonesia
32. Argiope ericae Levi, 2004 - Brasile, Argentina
33. Argiope flavipalpis (Lucas, 1858) - Africa, Yemen
34. Argiope florida Chamberlin & Ivie, 1944 - USA
35. Argiope halmaherensis Strand, 1907 - dalle isole Molucche alla Nuova Guinea
36. Argiope hinderlichi Jäger, 2012 - Laos
37. Argiope intricata Simon, 1877 - Filippine
38. Argiope jinghongensis Yin, Peng & Wang, 1994 - Cina, Laos, Thailandia
39. Argiope katherina Levi, 1983 - Australia settentrionale
40. Argiope keyserlingi Karsch, 1878 - Queensland, Nuovo Galles del Sud, isola Lord Howe
41. Argiope kochi Levi, 1983 - Queensland
42. Argiope legionis Motta & Levi, 2009 - Brasile
43. Argiope levii Bjørn, 1997 - Kenya, Tanzania
44. Argiope lobata (Pallas, 1772)[2] - Europa, Asia, Africa
45. Argiope luzona (Walckenaer, 1842) - Filippine
46. Argiope macrochoera Thorell, 1891 - isole Nicobare, Cina
47. Argiope madang Levi, 1984 - Nuova Guinea
48. Argiope magnifica C. L. Koch, 1871 - dal Queensland alle isole Salomone
49. Argiope mangal Koh, 1991 - Singapore
50. Argiope manila Levi, 1983 - Filippine
51. Argiope mascordi Levi, 1983 - Queensland
52. Argiope minuta Karsch, 1879 - Bangladesh, Asia orientale
53. Argiope modesta Thorell, 1881 - dal Borneo all'Australia
54. Argiope niasensis Strand, 1907 - Indonesia
55. Argiope ocula Fox, 1938 - Cina, Taiwan, Giappone
56. Argiope ocyaloides C. L. Koch, 1871 - Queensland
57. Argiope pentagona C. L. Koch, 1871 - isole Figi
58. Argiope perforata Schenkel, 1963 - Cina
59. Argiope picta C. L. Koch, 1871 - dalle isole Molucche all'Australia
60. Argiope pictula Strand, 1911 - Celebes
61. Argiope ponape Levi, 1983 - isole Caroline
62. Argiope possoica Merian, 1911 - Celebes
63. Argiope probata Rainbow, 1916 - Queensland
64. Argiope protensa C. L. Koch, 1872 - Nuova Guinea, Australia, Nuova Caledonia, Nuova Zelanda
65. Argiope pulchella Thorell, 1881 - dall'India alla Cina, Indonesia
66. Argiope pulchelloides Yin et al., 1989 - Cina
67. Argiope radon Levi, 1983 - Australia settentrionale
68. Argiope ranomafanensis Bjørn, 1997 - Madagascar
69. Argiope reinwardti (Doleschall, 1859) - dalla Malesia alla Nuova Guinea
  - Argiope reinwardti sumatrana (Hasselt, 1882) - Sumatra
70. Argiope sapoa Barrion & Litsinger, 1995 - Filippine
71. Argiope sector (Forsskål, 1775) - Africa settentrionale, Medio Oriente, isole Capo Verde
72. Argiope squallica Strand, 1915 - Nuova Guinea
73. Argiope submaronica Strand, 1916 - dal Messico alla Bolivia, Brasile
74. Argiope takum Chrysanthus, 1971 - Nuova Guinea
75. Argiope tapinolobata Bjørn, 1997 - Senegal, Namibia
76. Argiope taprobanica Thorell, 1887 - Sri Lanka
77. Argiope trifasciata (Forsskål, 1775) - cosmopolita
  - Argiope trifasciata deserticola Simon, 1906 - Sudan
  - Argiope trifasciata kauaiensis Simon, 1900 - isole Hawaii
78. Argiope truk Levi, 1983 - isole Caroline
79. Argiope versicolor (Doleschall, 1859) - dalla Cina all'isola di Giava
80. Argiope vietnamensis Ono, 2010 - Vietnam

### Specie trasferite
- Argiope aequior Chamberlin, 1924; trasferita al genere Oxyopes Latreille, 1804, appartenente alla famiglia Oxyopidae.
- Argiope aurea Saito, 1934; trasferita al genere Eriophora Simon, 1864.
- Argiope curvipes Keyserling, 1886; trasferita al genere Gea C. L. Koch, 1843.
- Argiope lalita Sherriffs, 1928; trasferita al genere Neogea Levi, 1983.
- Argiope lepida Thorell, 1898; trasferita al genere Acusilas Simon, 1895.
- Argiope leucopicta Urquhart, 1890; trasferita al genere Cyrtophora Simon, 1864.
- Argiope maja Bösenberg & Strand, 1906; trasferita al genere Nephila Leach, 1815, appartenente alla sottofamiglia Nephilinae.
- Argiope marxi McCook, 1894; trasferita al genere Cyrtophora Simon, 1864.
- Argiope sachalinensis Saito, 1934; trasferita al genere Plebs Joseph & Framenau, 2012.
- Argiope thai Levi, 1983; trasferita al genere Cyrtophora Simon, 1864.
- Argiope viabilior Chamberlin, 1924; trasferita al genere Oxyopes Latreille, 1804, appartenente alla famiglia Oxyopidae.

## Galleria d'immagini

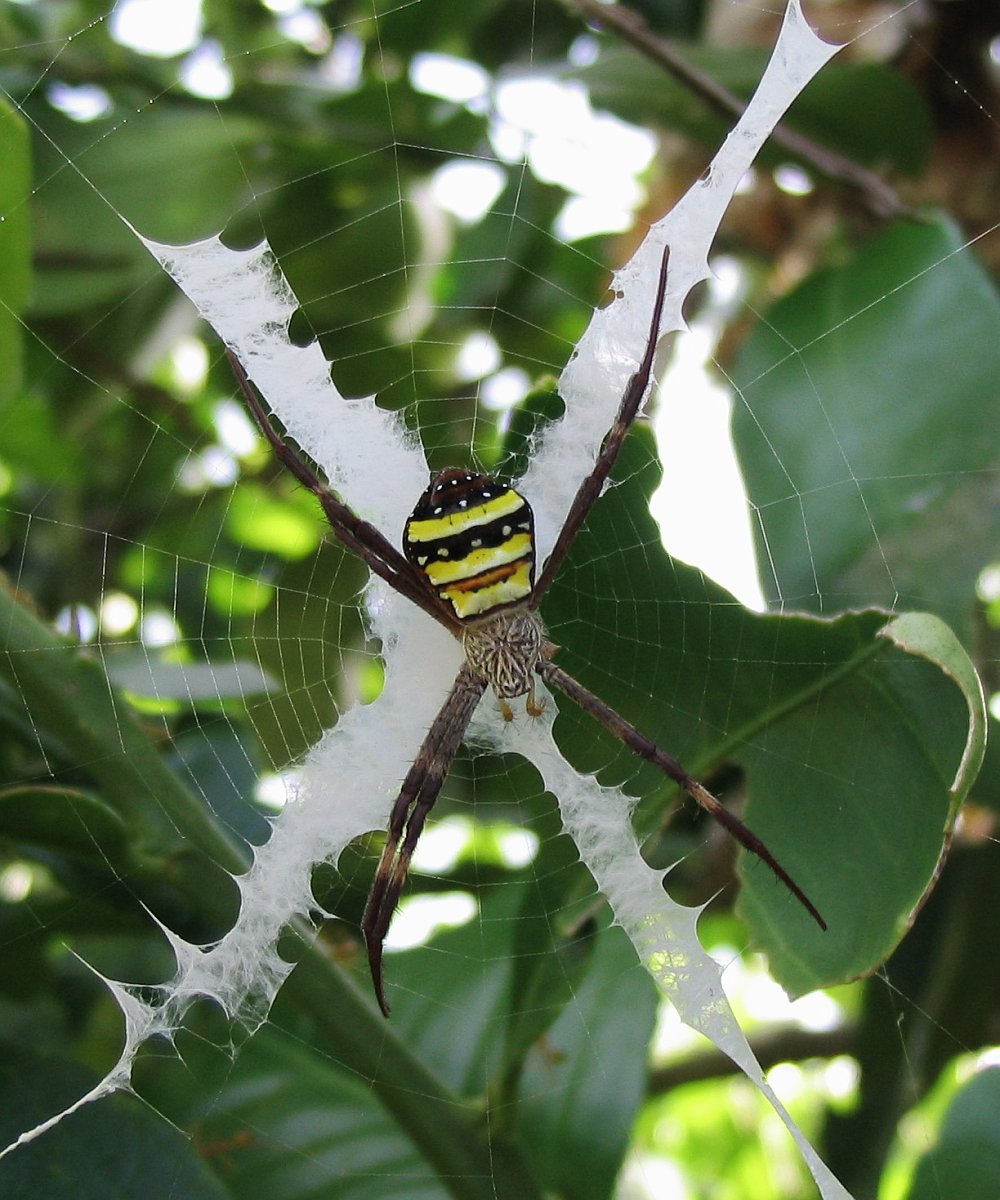
Argiope keyserlingi
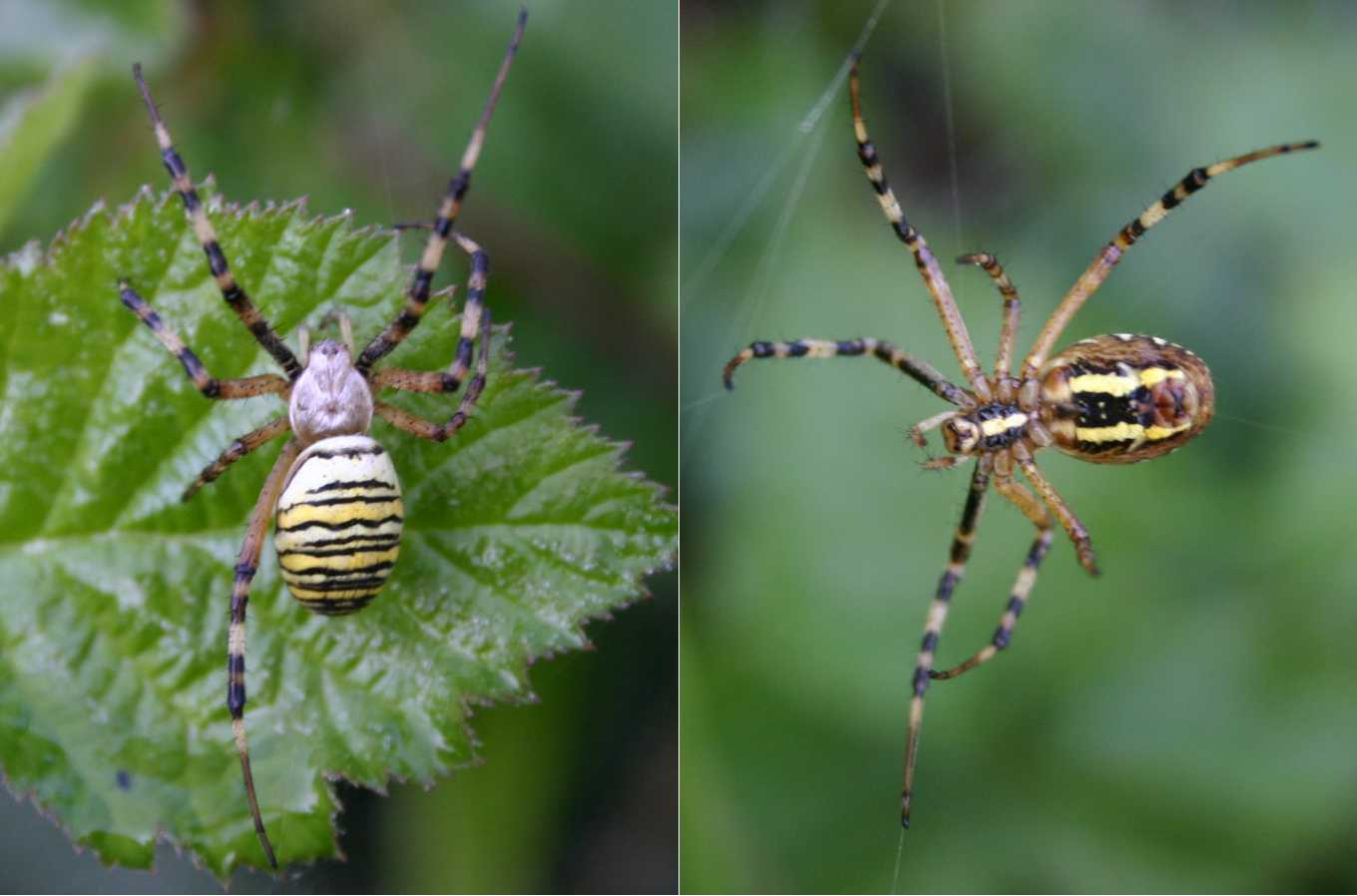
A. bruennichi
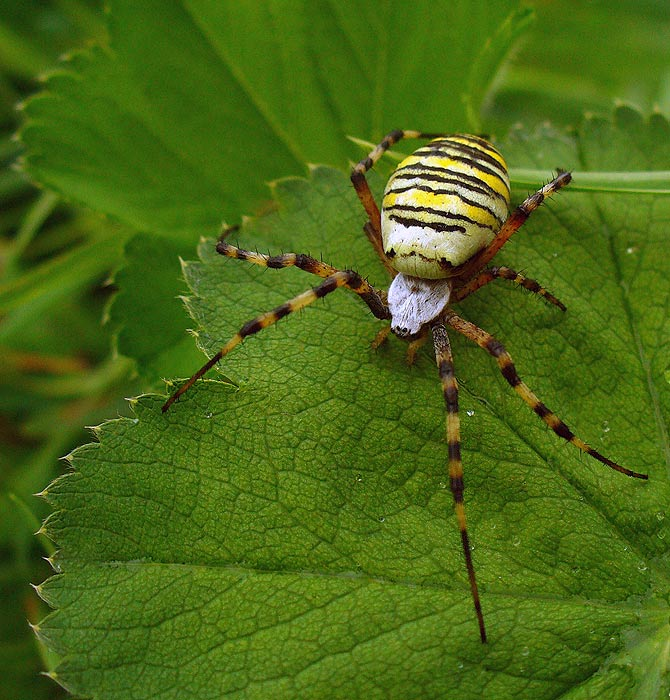
A. bruennichi
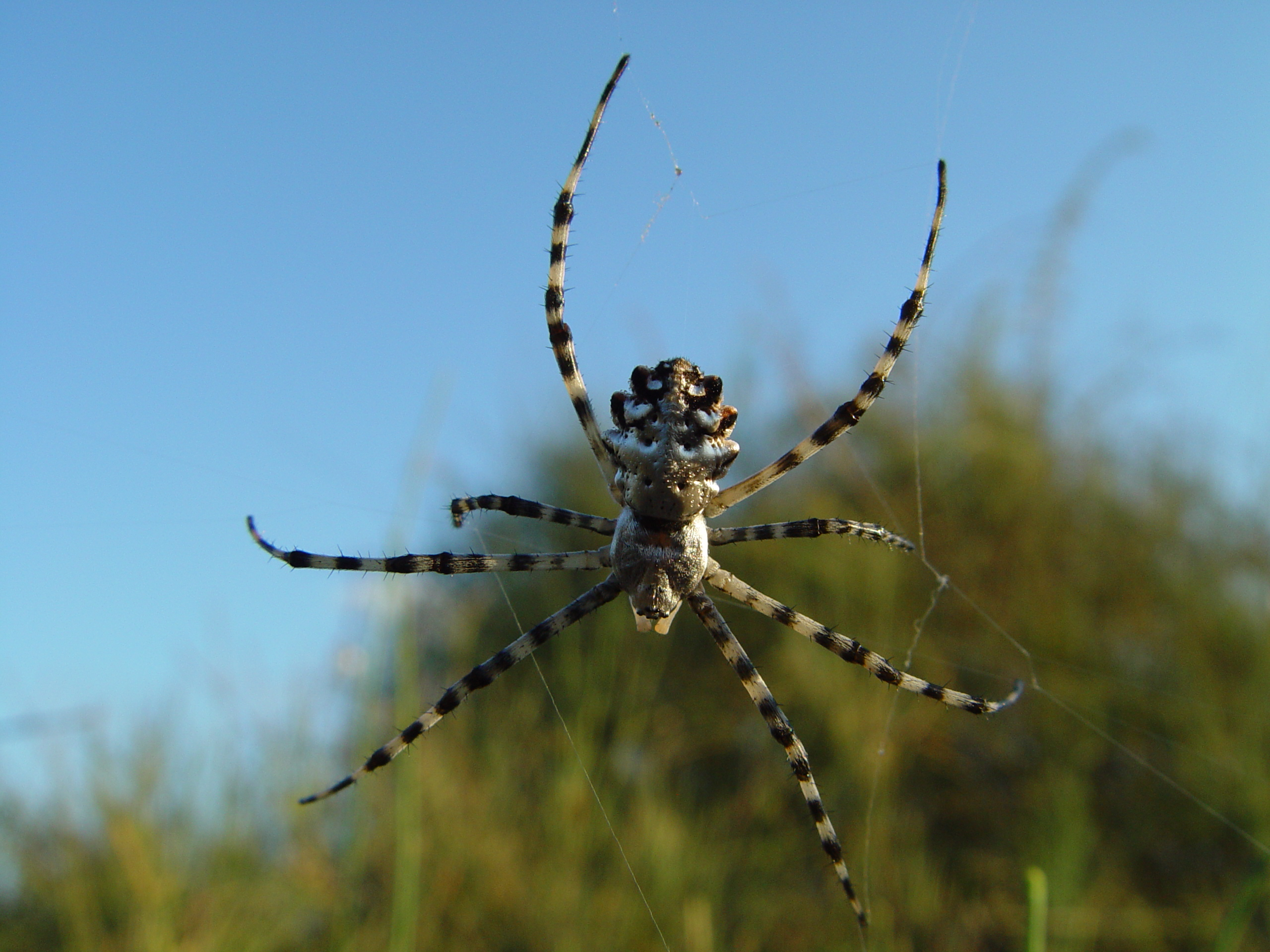
A. lobata
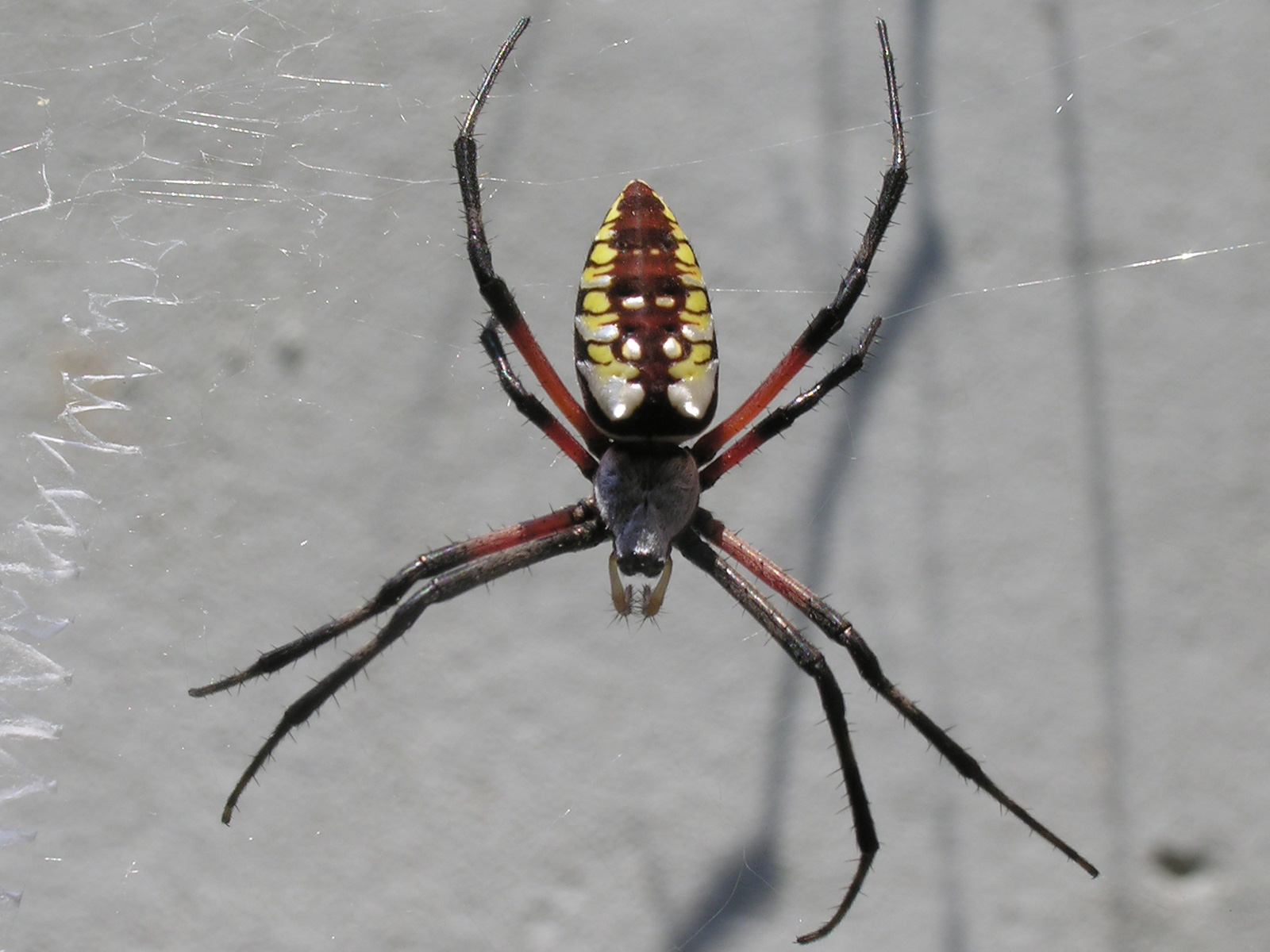
A. aurantia
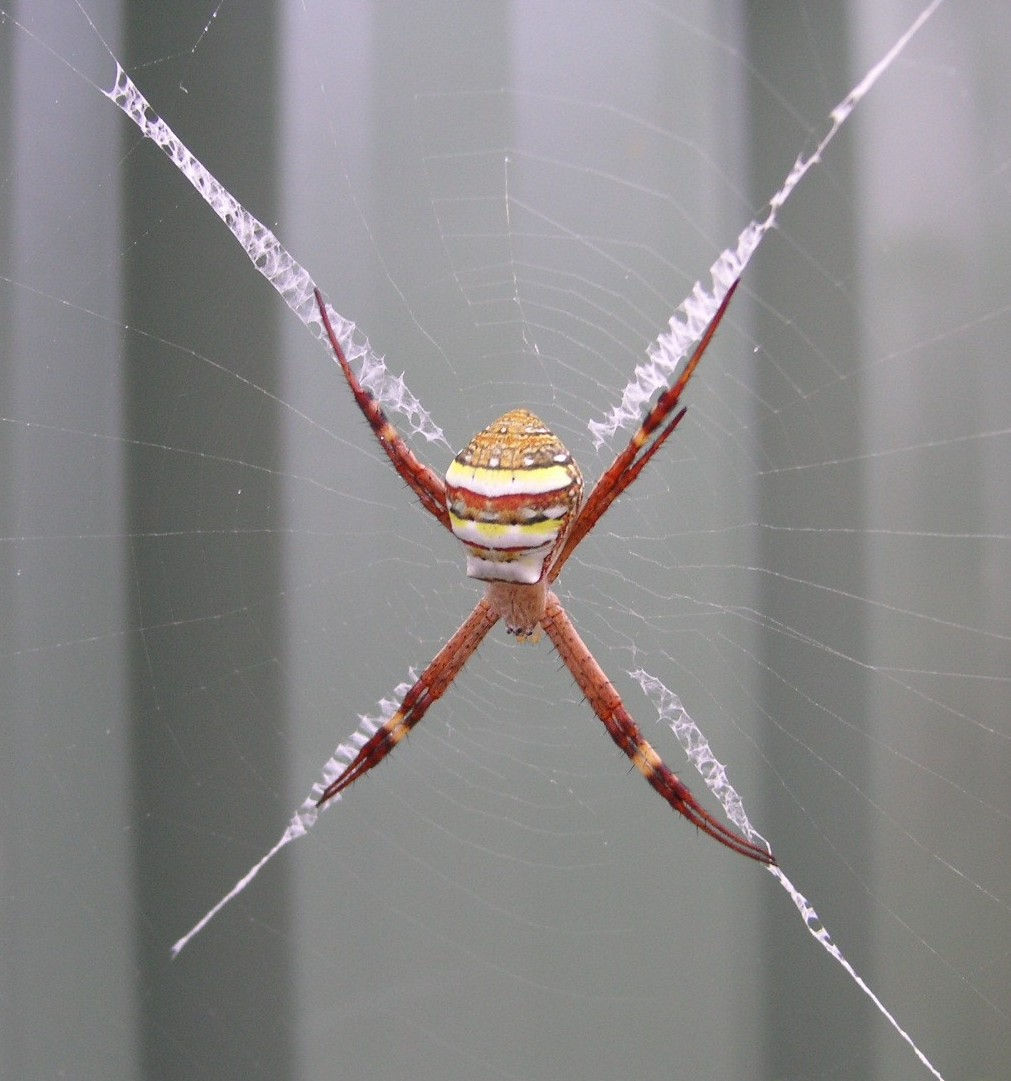
A. aetherea
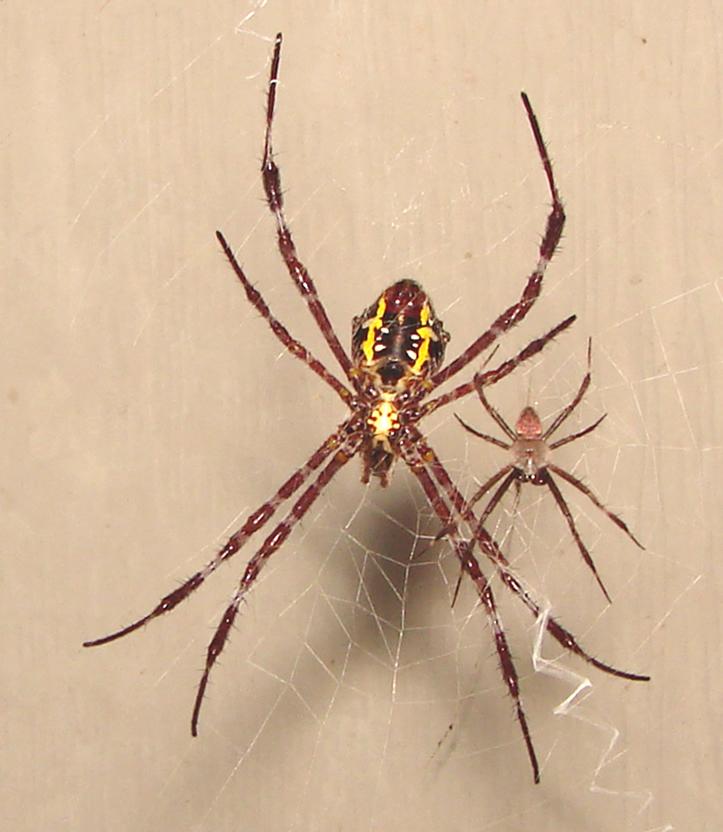
Maschio e femmina di A. appensa
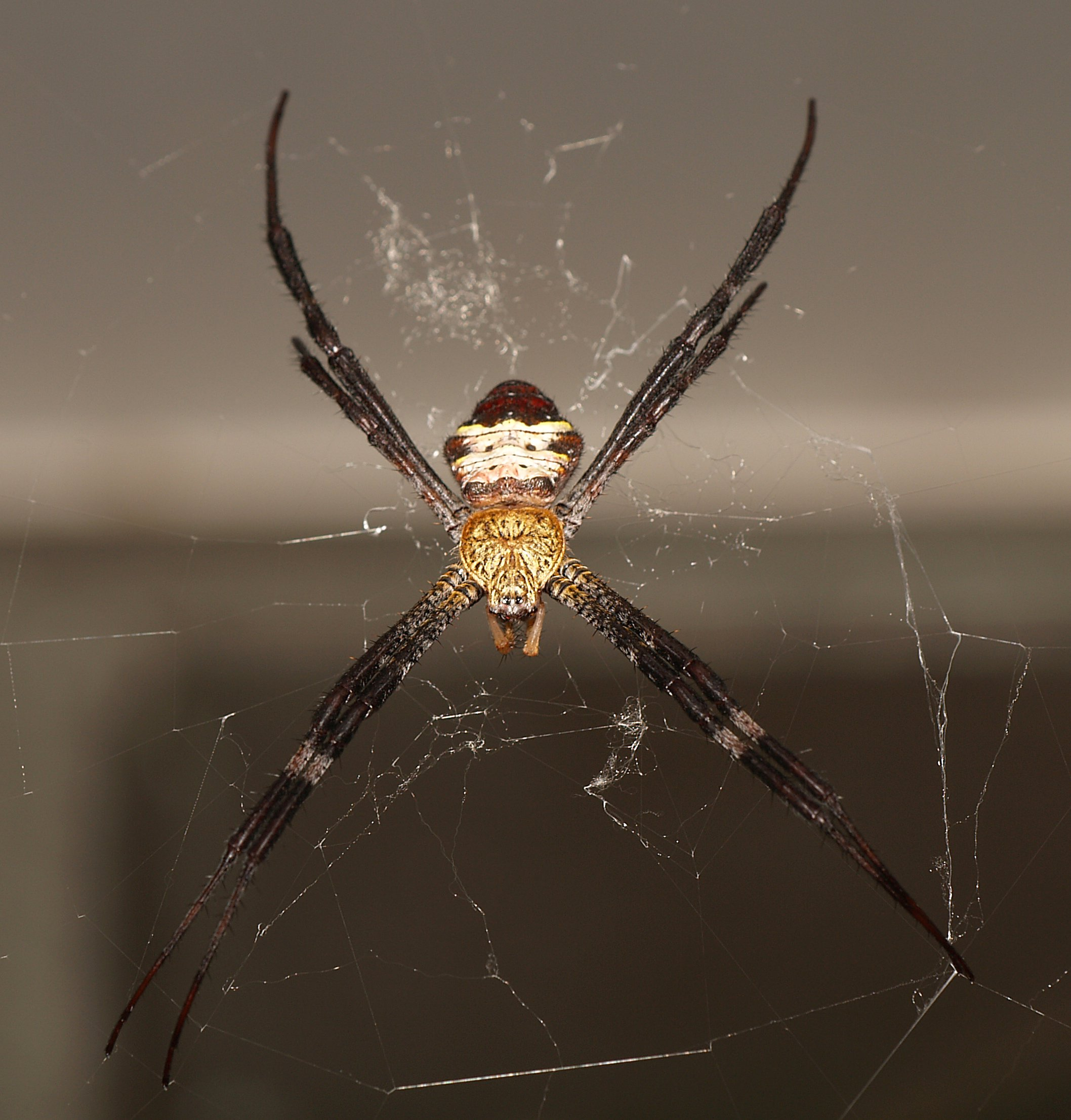
A. pulchella
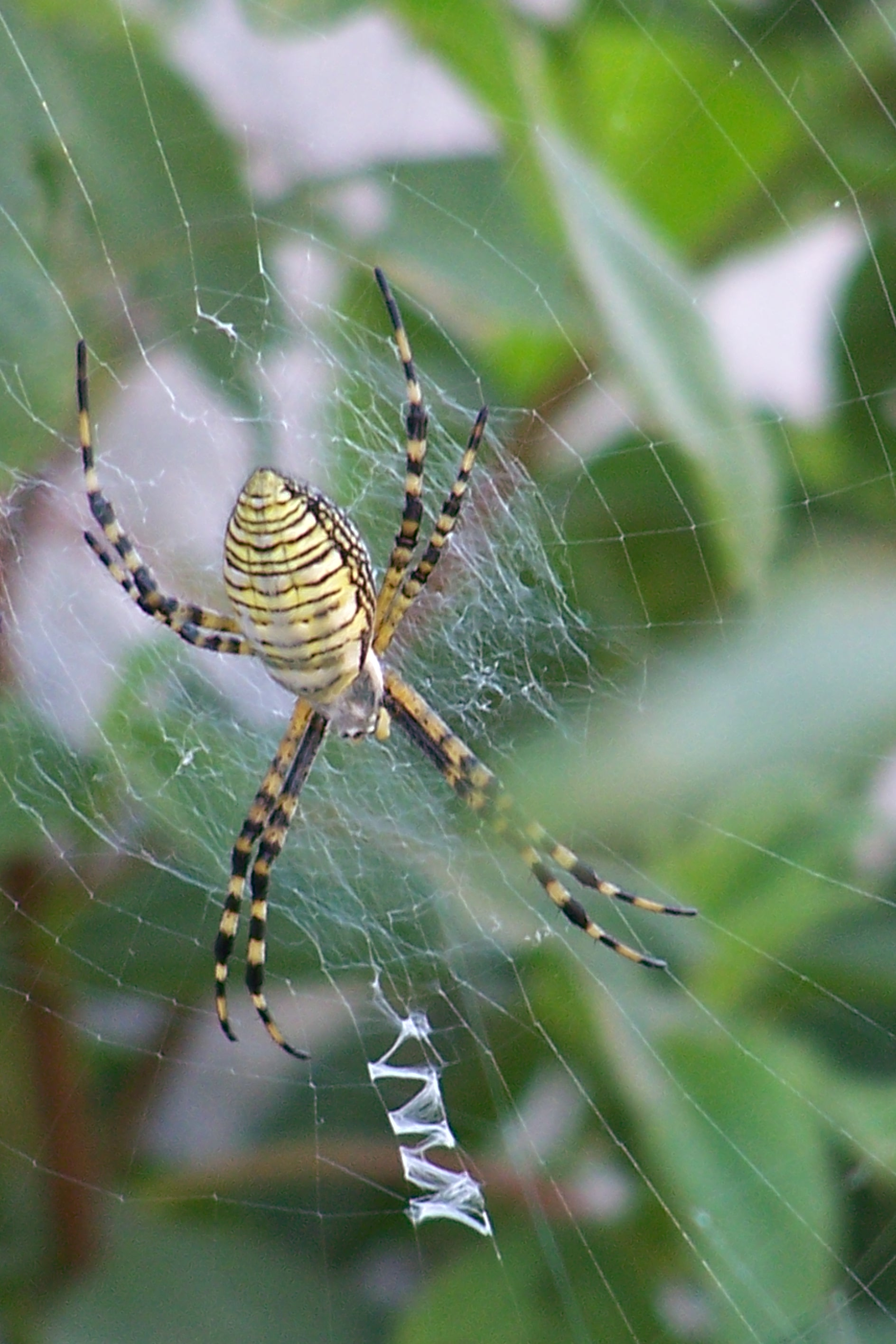
A. trifasciata
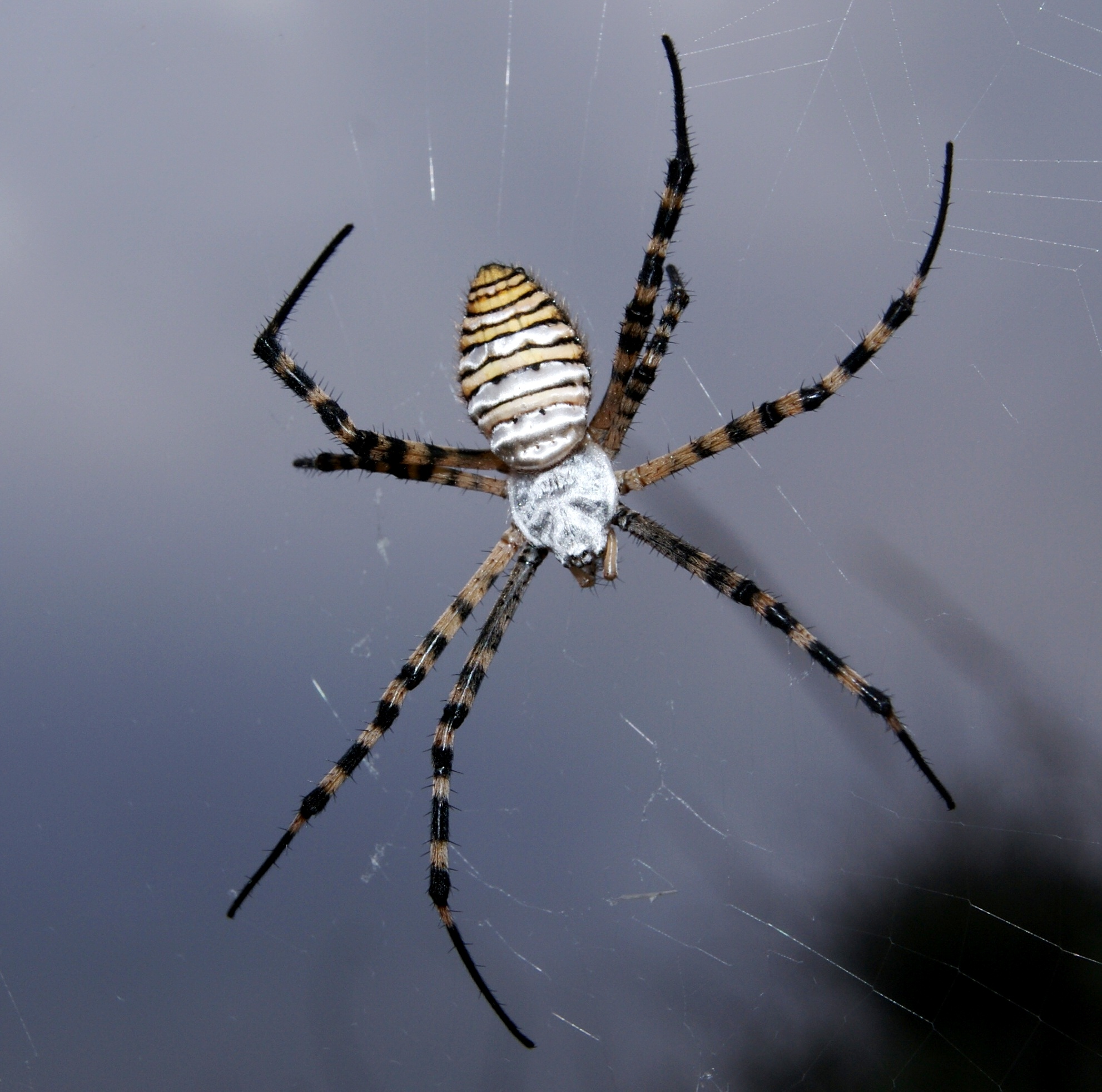
A. trifasciata